# 香港交通安全城

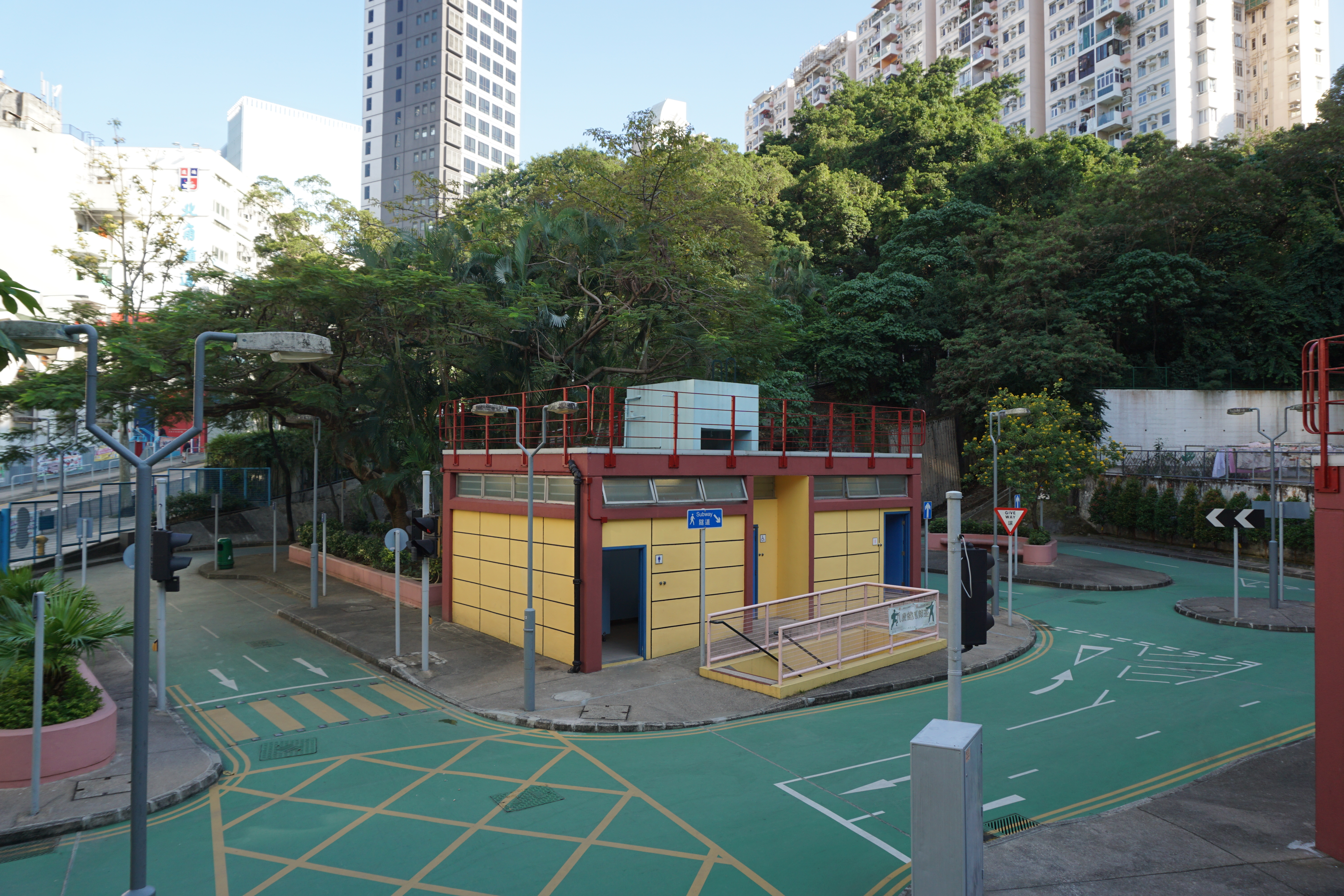
北角百福道交通安全城

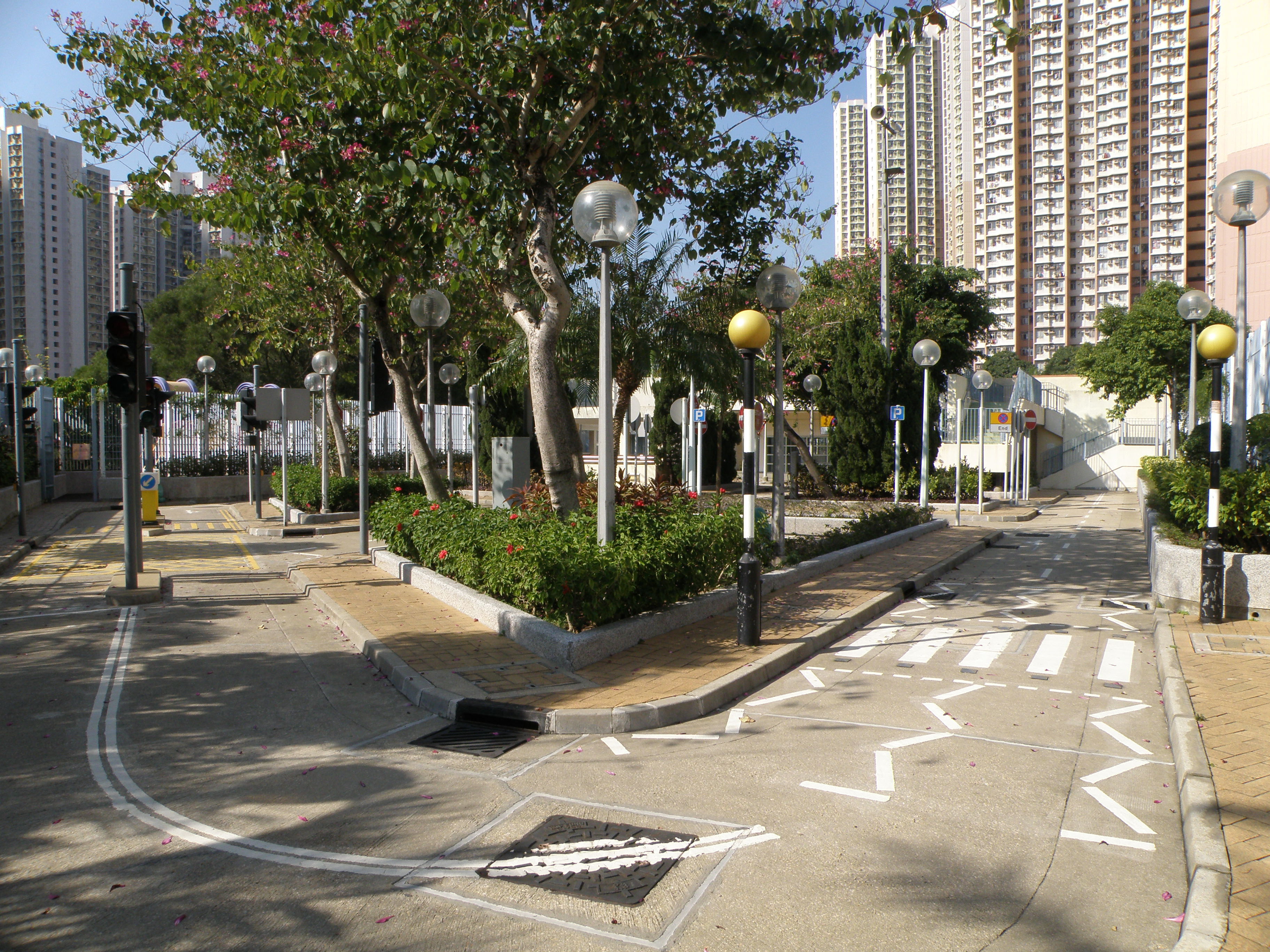
秀茂坪交通安全城

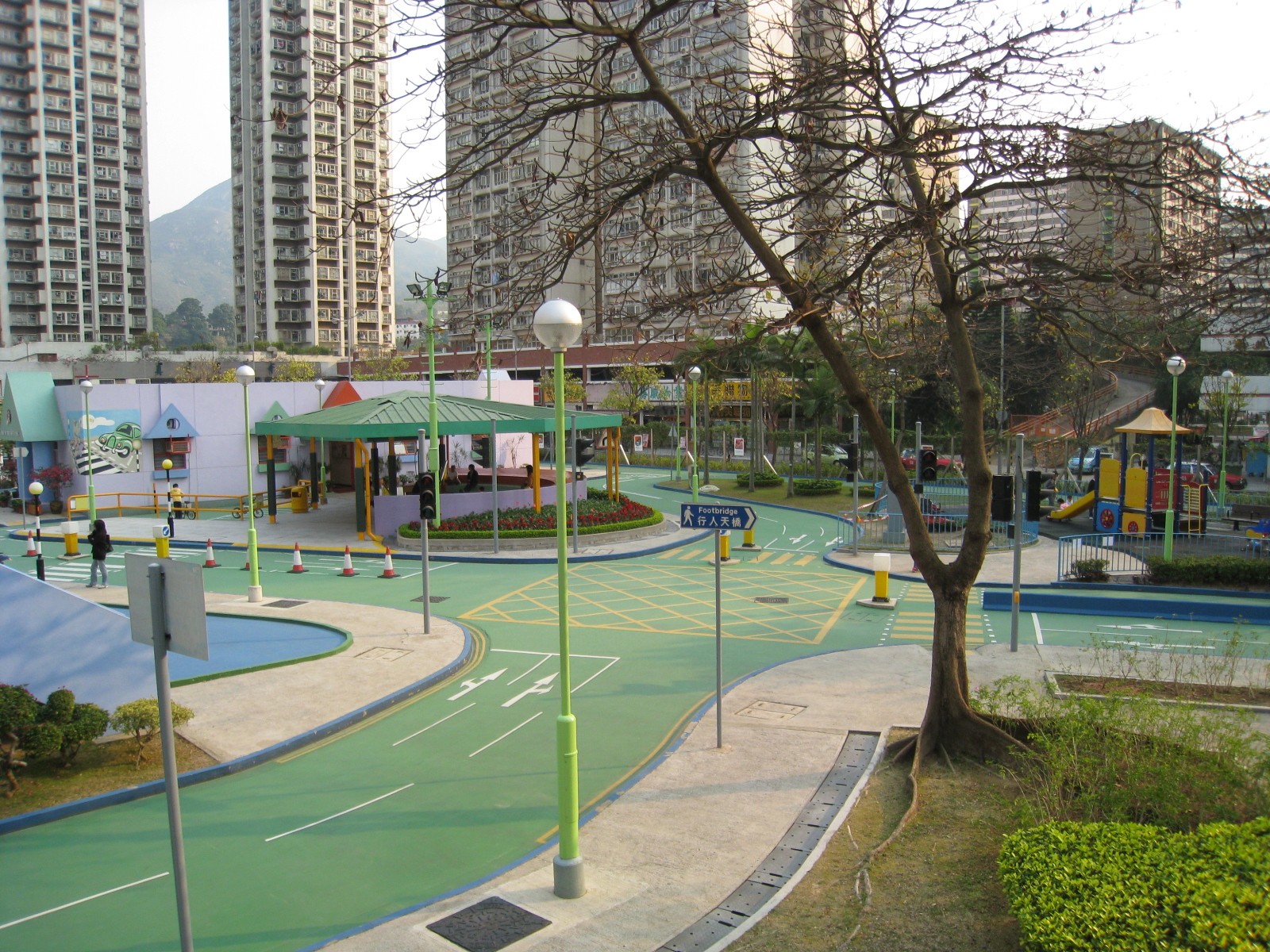
沙田交通安全公園

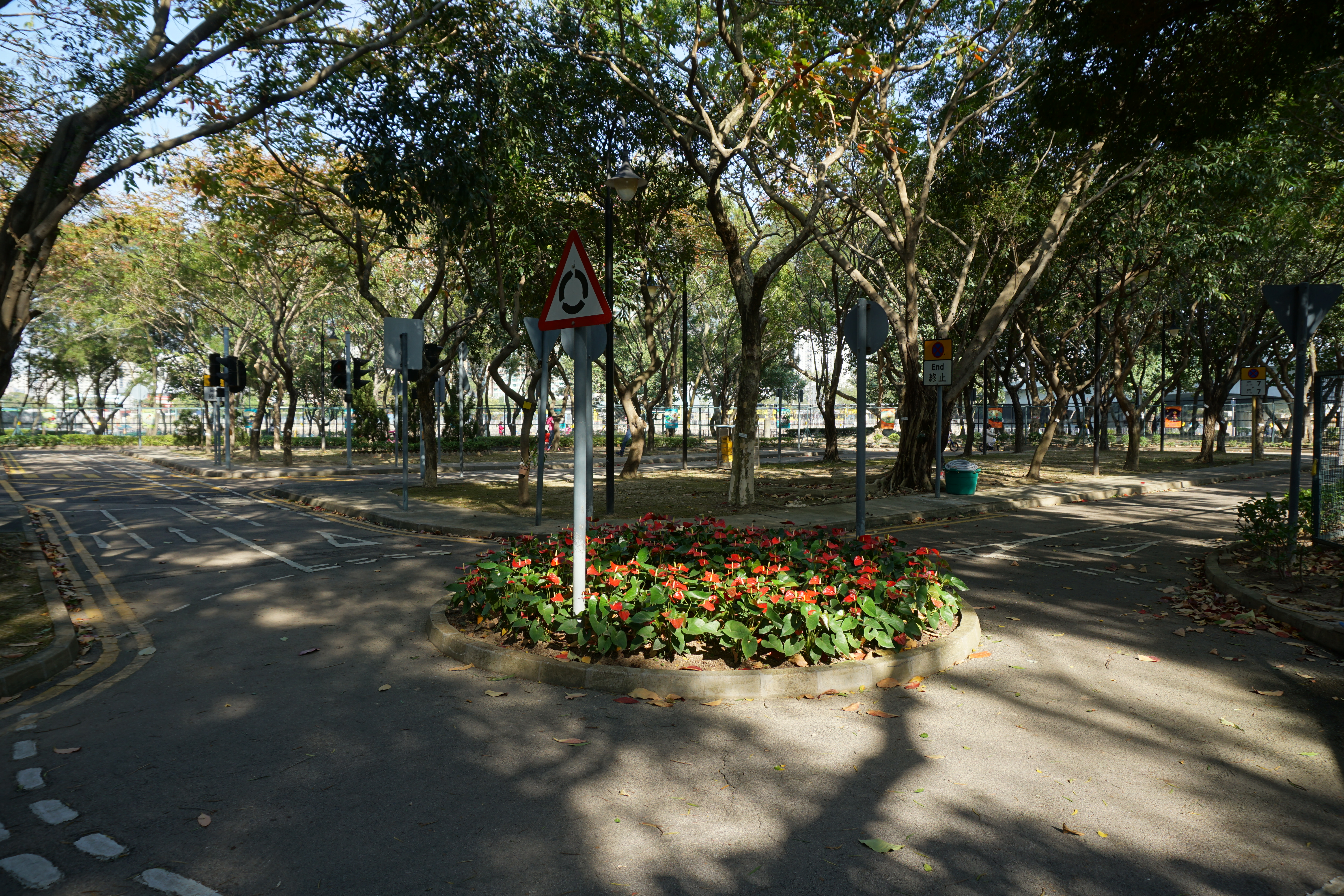
屯門交通安全城

交通安全城（英語：Road Safety Town），又稱道路安全城、交通安全公園，是香港一種提供模擬道路環境的公園，教育香港兒童有關道路安全的意識。現時香港共有4個交通安全城，由康樂及文化事務署擁有及管理，並由香港警務處道路安全組的警務人員講解。

## 歷史
1960年代末期，香港交通安全會倡議興建一座交通安全城，獲得香港警務處及當時的市政局支持及協助策劃，位於九龍秀茂坪的秀茂坪交通安全城在1969年建成開幕。由於公園深受歡迎，市政局便先後選址香港島的北角、新界東的沙田及新界西的屯門興建。

## 利用狀況
交通安全城成為了香港小學及香港幼稚園學生的參觀熱門地點。而所有交通安全城每年均會舉辦開放日。2016年，各個交通安全城錄得有42,000個參觀人次。

## 香港交通安全城列表
- 百福道交通安全城 — 香港島北角百福道
- 秀茂坪交通安全城 — 九龍秀茂坪秀明道56號
- 沙田交通安全公園（沙田交通安全城） — 新界沙田崗背街1號
- 屯門交通安全城 — 新界屯門湖山遊樂場

## 外部連結
- 道路安全議會－交通安全城及道路安全巴士 （页面存档备份，存于）
- 香港交通安全會網站 （页面存档备份，存于）